# Boiga trigonata
Boiga trigonata är en ormart som beskrevs av Schneider 1802. Boiga trigonata ingår i släktet Boiga och familjen snokar.
Arten förekommer i Asien från Iran och Turkmenistan till Bangladesh och Sri Lanka. Den lever i låglandet och i kulliga områden upp till 800 meter över havet. Habitatet varierar mellan klippiga regioner med glest fördelad växtlighet, torra buskskogar, galleriskogar, gräsmarker och öknar. Boiga trigonata besöker även trädgårdar och jordbruksmark. Individerna är nattaktiva. Honor lägger ägg.
För beståndet är inga hot kända och hela populationen antas vara stabil. I västra delen av utbredningsområdet är Boiga trigonata ganska sällsynt. IUCN kategoriserar arten globalt som livskraftig.

## Underarter
Arten delas in i följande underarter:
- B. t. trigonata
- B. t. melanocephala

## Bildgalleri

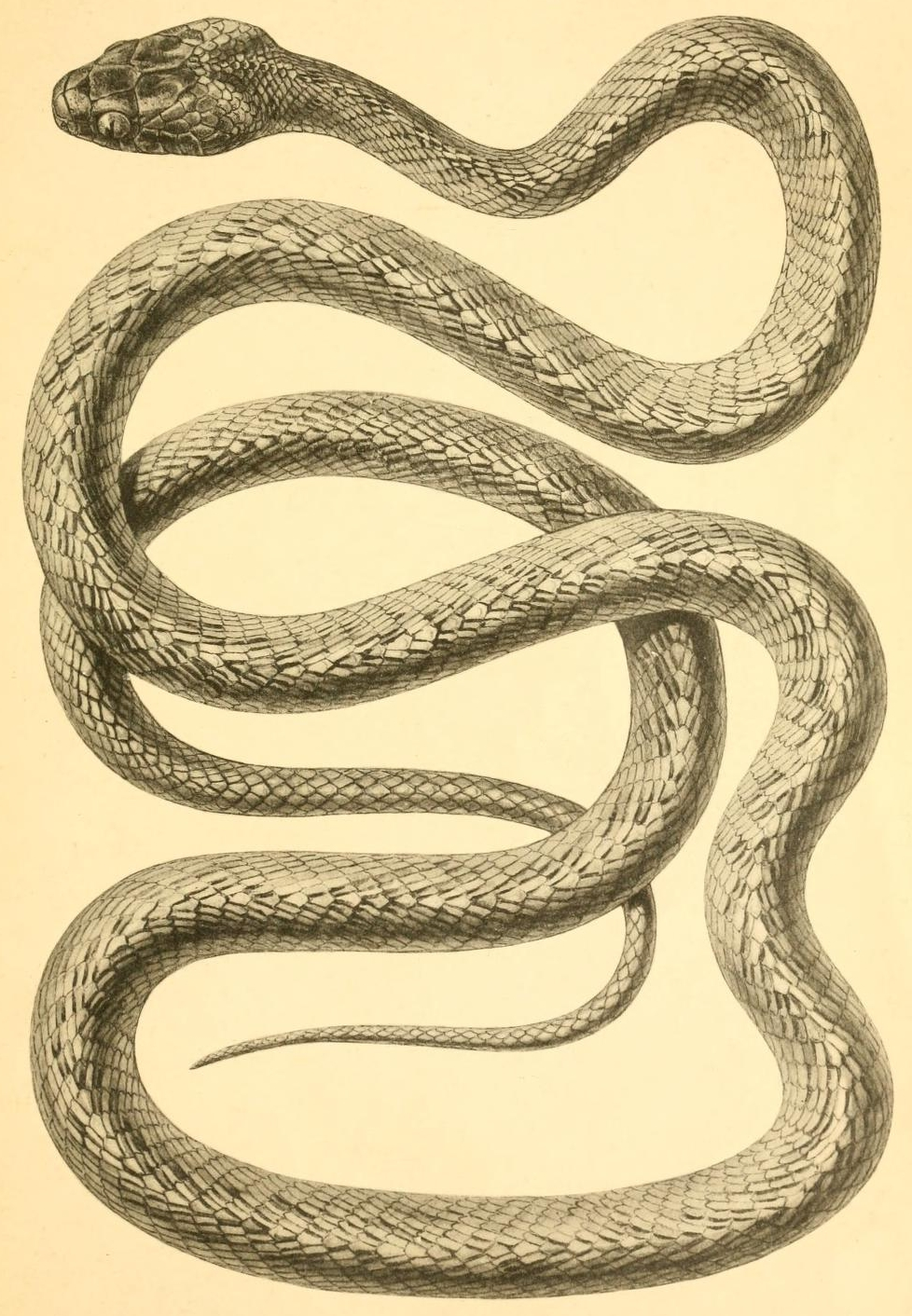
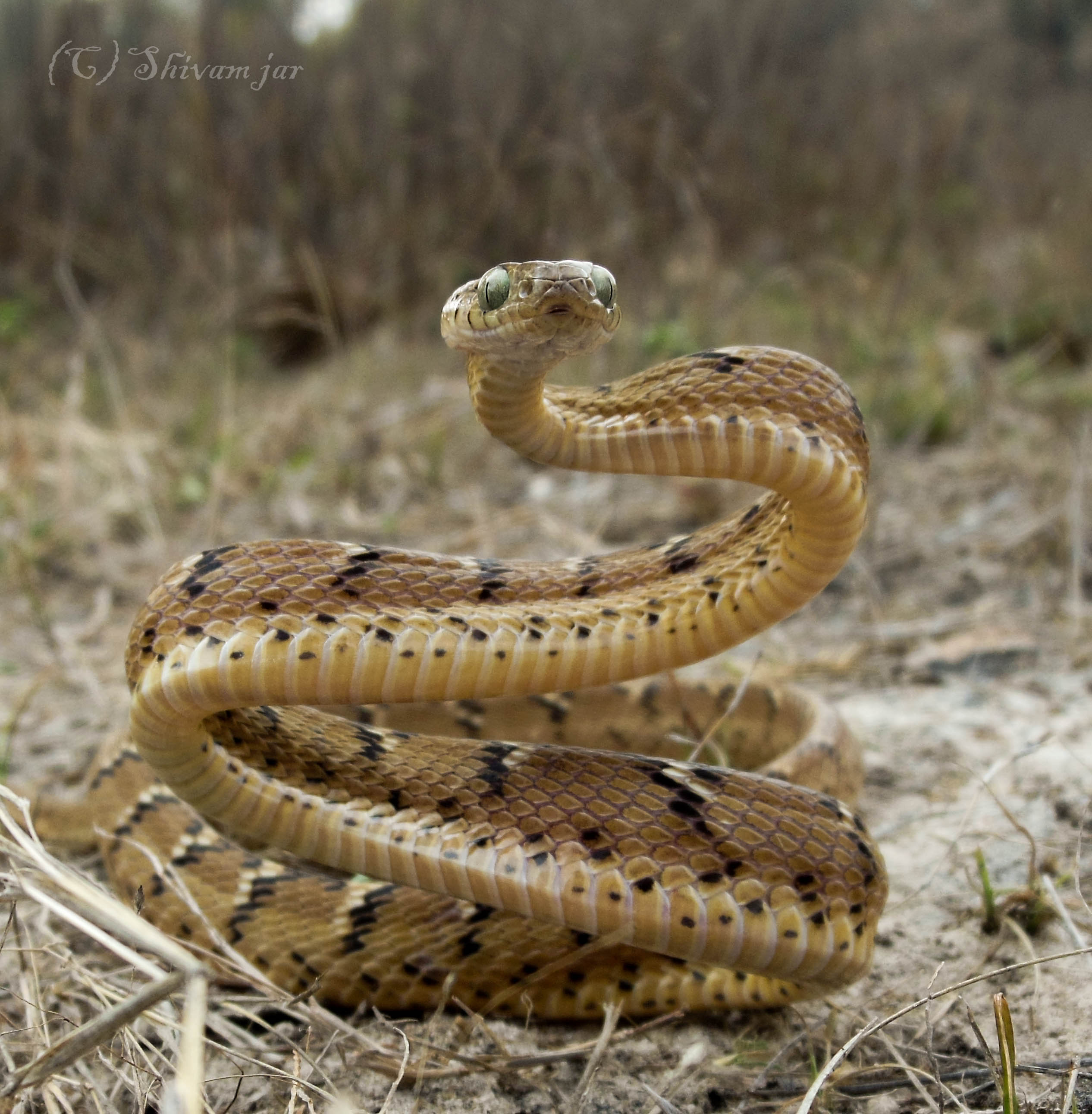